# Thép hợp kim thấp có độ bền cao
Thép hợp kim thấp có độ bền cao (Tiếng Anh: High Strength Low Alloy Steel; thường được viết tắt là HSLA) là một loại thép hợp kim có nhiều tính năng cao hơn hơn thép hợp kim thông thường mà trước hết là có độ bền cao hơn (σ{\displaystyle 0,2} > 300÷320 MPa) trong khi các chỉ tiêu cơ tính khác vẫn đảm bảo yêu cầu của thép xây dựng.

## Tính chất
HSLA là vật liệu bền và chịu uốn, cứng hơn các loại thép carbon.
Thép hợp kim thấp có độ bền cao thường có khả năng chống được sự oxy hóa tốt hơn thép carbon thông thường. Tuy nhiên, thép này thiếu đặc tính dễ uốn khi so với thép mềm.

## Thành phần
Thép hợp kim thấp có độ bền cao được gọi như vậy vì nó chỉ chứa một lượng rất ít cacbon. Một loại của nó chỉ chứa có 0,15% C, 1,65% Mn, <0,035% P & S,. Chúng có thể chứa một lượng nhỏ đồng, niken, niobi, nitơ, vanadi, crôm, mô lip đen, silic, hoặc ziriconi. Thép hợp kim thấp có độ bền cao có thể còn được gọi là "vi hợp kim", khi chúng chỉ bao gồm một lượng các nguyên tố hợp kim hóa nhỏ làm cho giá trị sử dụng rộng rãi. Chỉ một lượng 0,10% niobi và vanadi có thể cải thiện được tính năng cơ khí của thép thông thường. Viêc bổ sung các nguyên tố trên giúp biến đổi vi cấu trúc của thép carbon.

## Ứng dụng
HSLA được sử dụng phổ biến trong ngành chế tạo máy, xe hơi, xe tải, cần trục, cầu và công trình xây dựng đòi hỏi cường độ chịu lực lớn, và môi trường nhiệt độ rất thấp.